# Andrine Tomter
Andrine Tomter (Drøbak, 5 februari 1995) is een Noors voetbalspeelster die als verdediger bij Rosenborg BK Kvinner in de Toppserien speelt. In het seizoen 2017/18 kwam ze uit voor FC Twente.

## Clubcarrière
Andrine Tomter begon met voetballen in het jongensteam van Drøbak-Frogn IL. Op dertienjarige leeftijd ging ze voor Kolbotn IL spelen waarvoor ze haar debuut maakte in de Toppserien. In december 2015 tekende Tomter een driejarig contract bij Avaldsnes IL.
In augustus 2017 tekende Tomter een contract bij FC Twente tot 30 juni 2018. Op 22 september 2017 maakte Tomter haar debuut in de Vrouwen Eredivisie door in de basis te starten in een met 6-0 gewonnen uitwedstrijd bij Excelsior. Met de club uit Enschede wist Tomter de tweede plaats te behalen.
In augustus 2018 keerde Tomter terug in Noorwegen en ging ze voor Vålerenga IF spelen. Met Valerenga IF wist Tomter in 2020 landskampioen van de Toppserien te worden.
In 2023 ging Tomter opnieuw naar het buitenland om voor het Italiaanse Fc Inter Milaan te gaan spelen. In Milaan tekende Tomter een contract tot 30 juni 2024. In een uitwedstrijd bij Sampdoria maakte Tomter haar debuut in de Serie A.
Na een seizoen verliet Tomter Italië alweer en keerde ze terug naar haar geboorteland. Ze tekende een contract bij Rosenborg BK Kvinner tot 2025.

## Statistieken
| Seizoen | Club                 | Land      | Competitie | Wedstrijden | Doelpunten |
| ------- | -------------------- | --------- | ---------- | ----------- | ---------- |
| 2016/17 | Kolbotn              | Noorwegen | Toppserien | 4           | 4          |
| 2016/17 | Kolbotn              | Noorwegen | Toppserien | 12          | 1          |
| 2016/17 | Avaldsnes            | Noorwegen | Toppserien | 22          | 2          |
| 2016    | Avaldsnes            | Noorwegen | Toppserien | 13          | 2          |
| 2017    | Avaldsnes            | Noorwegen | Toppserien | 45          | 4          |
| 2017/18 | FC Twente            | Nederland | Eredivisie | 23          | 0          |
| 2018    | Vålerenga            | Noorwegen | Toppserien | 9           | 0          |
| 2019    | Vålerenga            | Noorwegen | Toppserien | 8           | 0          |
| 2020    | Vålerenga            | Noorwegen | Toppserien | 18          | 0          |
| 2021    | Vålerenga            | Noorwegen | Toppserien | 16          | 1          |
| 2022    | Vålerenga            | Noorwegen | Toppserien | 17          | 0          |
| 2023    | Vålerenga            | Noorwegen | Toppserien | 15          | 0          |
| 2023/24 | Inter Milaan         | Italië    | Serie A    | 18          | 0          |
| 2024    | Rosenborg BK Kvinner | Noorwegen | Toppserien | 0           | 0          |
| Totaal  | Totaal               | Totaal    | Totaal     | 240         | 11         |

Laatste update: 24 juli 2024

## Interlandcarrière
Tomter maakte in januari 2014 haar debuut voor het Noorse vrouwenvoetbalelftal. Door een knieblessure miste ze het WK 2015, maar in de kwalificaties van het EK 2017 maakte Tomter geregeld haar opwachting.